# 精緻
| ウィキペディアには「精緻」という見出しの百科事典記事はありません（タイトルに「精緻」を含むページの一覧/「精緻」で始まるページの一覧）。 代わりにウィクショナリーのページ「精緻」が役に立つかもしれません。 |